# نويدة ذات أصل إشعاعي
نويدة ذات أصل إشعاعي (أو نويدة إشعاعية المنشأ ) هي نويدة تشكلت نتيجة لعملية اضمحلال نشاط إشعاعي؛ ومن الممكن أن تكون هي أيضاً ذات نشاط إشعاعي، أي نويدة مشعة؛ أو أن تكون نويدة مستقرة.
عند الإشارة إلى نظير لعنصر كيميائي معين يستخدم التعبير نظير ذي أصل إشعاعي.

## التطبيقات
لمعرفة النويدات ذات الأصل الإشعاعي أهمية تطبيقية في الجيولوجيا، وذلك:
1. في مقارنة كمية النظائر المشعة (النواتج الوليدة) بالنسبة إلى النظائر المولّدة لها في نظام معين، واستخدام تلك المعلومات في التأريخ الإشعاعي عن طريق مبدأ عمر النصف.
2. في معرفة نسبة النظائر إلى بعضها في عينة ما والمستخدمة بشكل واسع في مجال جيوكيمياء النظائر.